# Bronson Chama
Bronson Chama (4 marzo 1986) è un calciatore zambiano, difensore dei Red Arrows e della Nazionale zambiana.

## Carriera

### Club
Ha sempre giocato nel campionato zambiano

### Nazionale
Ha esordito in Nazionale nel 2013.